# 仙峰镇
仙峰镇，原为仙峰乡，是中华人民共和国四川省绵阳市梓潼县曾经下辖的一个镇。2018年撤乡设镇。。区划代码改为510725115。2019年12月，撤销仙峰镇，将其所属行政区域划归许州镇管辖。

## 行政区划
仙峰镇撤销前下辖以下地区：
大桥社区、甘滋村、迎春村、飞燕村、石柱村、南沟村、雨门村、龙桥村、双龙村、关垭村和双柏村。